# Escudo de Albania
El escudo de Albania es una adaptación de la bandera estatal. Está basado en el sello de Gjergj Kastriot Skanderbeg (1405-1468), héroe nacional durante la lucha contra la ocupación otomana. Precisamente el emblema sobre la cabeza del águila bicéfala es el casco de Skanderbeg, con dos cuernos de cabra.
Es de gules, con un águila bicéfala de sable. Al cabo, una representación del casco de Skanderbeg de oro.
Descrito en la Constitución de 1999, fue adoptado oficialmente el 31 de julio de 2002, en sustitución del de la antigua República Popular de Albania, de tipo socialista, con el águila de sable surmontada por una estrella roja de cinco puntas y rodeada de haces de espigas de oro, atados con una cinta de gules con la inscripción «24 Maj 1944» (en español: 24 de mayo de 1944), fecha del Congreso de Përmet, en donde fue proclamado Enver Hoxha primer ministro del Gobierno provisional albanés durante la ocupación nazi.

## Evolución histórica

### 1915-1925: Principado de Albania
El escudo de armas del Principado de Albania se describe a continuación: Un águila bicéfala negra de brazos dorados y lengua roja con haces de cuatro rayos dorados en cada colmillo, en el pecho cubierto con un escudo bordado negro-rojo bordeado en oro, frente a un pavo real de color natural - mostrando su orgullo - todo bajo un manto púrpura forrado de armiño con flecos dorados, que cae de la corona principesca albanesa. Estandarte azul con el lema de Wied "FIDELITATE ET VERITATE" en letras doradas ". Diseñado por Emil Doepler . Adoptado el 10 de abril de 1914. Su traducción significa Fidelidad y Verdad 

### 1912-1928: Era republicana
Las armas estatales de la Primera, Segunda y Tercera República albanesa estaban representadas en una bandera rectangular roja, con un águila negra de dos cabezas, con brazos plateados y estandartes centrados en el pecho del águila. Adoptado el 12 de julio de 1926.

### 1928-1939: Reino de Albania
El emblema heráldico de la monarquía albanesa es un águila bicéfala colocada en un escudo rodeado por una capa de seda roja papal con bordes dorados con hombros, con el casco de Skanderbeg en la parte superior mirando hacia la derecha cuando uno lo mira. Manchas negras sobre fondo blanco rodean al águila de dos cabezas, que se coloca en un escudo rojo en el centro, que representa la bandera nacional albanesa. Se puede encontrar una ilustración en color del emblema en la portada del libro 10 Vjet Mbretni de Zoi Xoxa.
(Descripción heráldica: Gules, un águila sable bicéfala; sobre un manto de gules, cuerdas y borlas de armiño dobles o; toda la enseña con un gorro de Skanderbeg, sobre una cabeza de cabra siniestra propiamente dicha.) Adoptado por primera vez el 8 de agosto de 1929.

### 1939-1943: Protectorado italiano de Albania
Las Grandes Armas del Estado consisten en un escudo rojo con un águila negra de dos cabezas coronada con el Casco de Skanderbeg. Partidarios: dos fasces contiguos, sus ejes apuntando hacia afuera, atados con correas de cuero, conectados arriba con el nudo Savoye y abajo con una cinta azul inscrita tres veces con el lema FERT . El manto que rodea el conjunto es de color púrpura, con flecos y borlas dorados y coronado con la corona real. Basado en la ilustración de Carlo Vittorio Testi . Adoptado el 28 de septiembre de 1939.

### 1944-1991: República Popular de Albania
El artículo 107 de la Constitución de la República Popular Socialista de Albania (1976) describe el emblema estatal de la siguiente manera: "El emblema de la República Popular Socialista de Albania lleva un águila bicéfala negra, rodeada por dos gavillas de trigo con una estrella roja puntiaguda en la parte superior y atada en la parte inferior con una cinta roja, en la que está inscrita la fecha »24 de mayo de 1944« ». Esta obra original del aclamado pintor Sadik Kaceli fue adoptada por primera vez el 14 de marzo de 1946. Se volvió a adoptar con modificaciones menores el 28 de diciembre de 1976.

## Escudos históricos

Escudo de armas del príncipe Guillermo Federico de Wied, fue usado como el escudo de armas del Principado de Albania en 1914.
Sello diplomático usado por el príncipe Guillermo Federico de Wied.
Escudo del Principado de Albania (1915)
Escudo de armas de la Segunda República albanesa (1925-1928), versión dorada.
Escudo de armas de la Segunda República albanesa (1925-1928), versión plateada.
Escudo del Reino de Albania, utilizado entre 1929 y 1939.
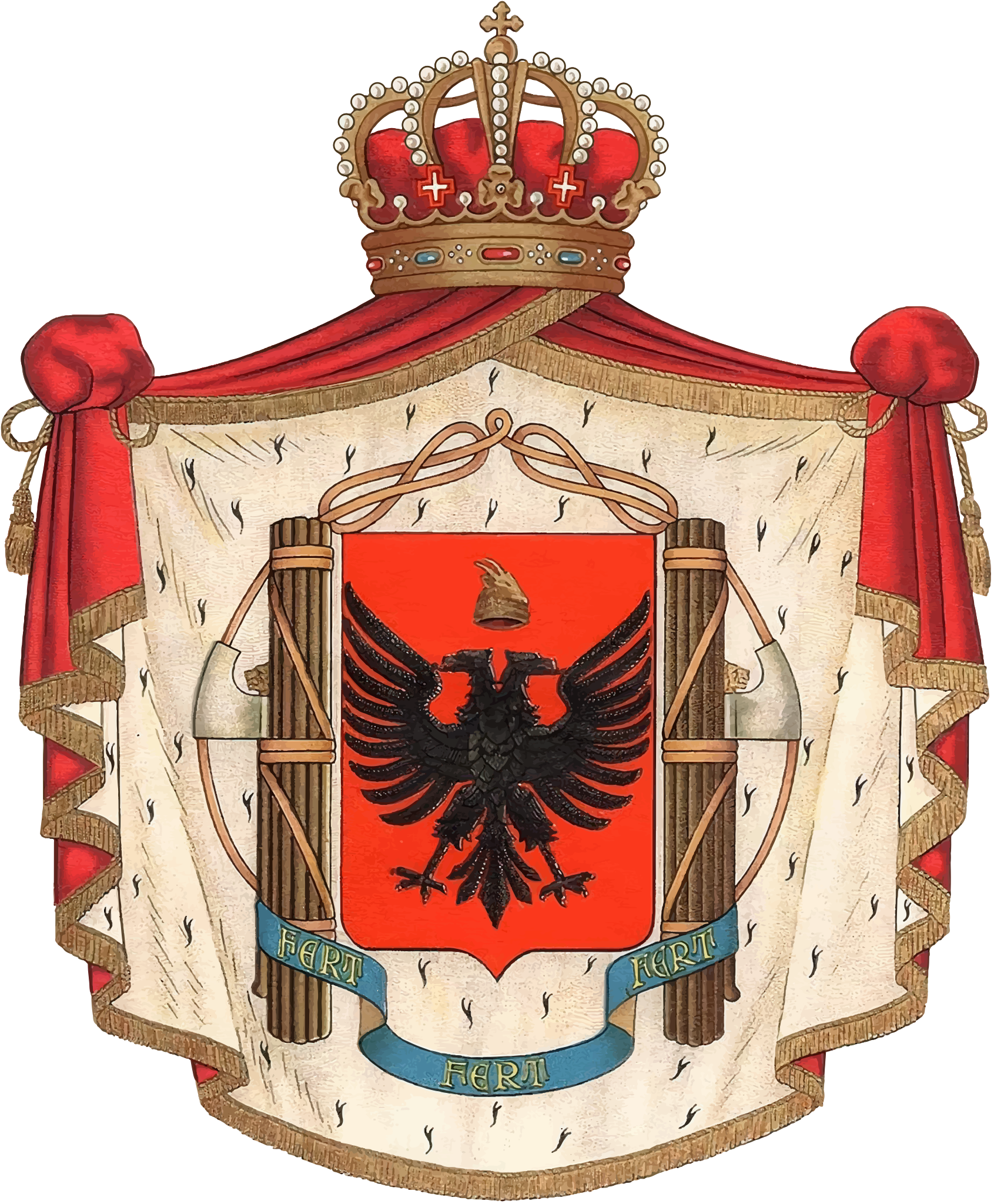
Escudo del Protectorado italiano de Albania (1939-1943)
Escudo de la República Popular de Albania, utilizado entre 1946 y 1992.[Nota 1]
Escudo de armas de Albania entre 1992 y 1998
Escudo de armas de Albania (1998-actualidad)

## Nota
1. ↑  Diseñado por el artista albanés Sadik Kaceli